# Lucas (nombre)
Lucas es un nombre propio masculino de origen grecolatino (griego: Λουκᾶς, Lukâs, latín: Lucas), usado también como apellido.

## Etimología
El nombre es un hipocorístico griego, formado por el sufijo -ᾶς (-âs) de uno de estos dos nombres latinos: Λούκιος (Loúkios) del latino Lucius, o bien Λουκανός (Loukanós) del latino Lucanus. 
El primero, Lūcius, proviene del latín: lūx, lūcis es decir: «luz», derivado de un supuesto protoitálico: *louks, emparentado con el griego antiguo: λευκός, leukós que significa tanto «luminoso» como «blanco»; ambos provienen del protoindoeuropeo: *lewk- « brillo».
El segundo, Lūcānus, tiene su origen en el topónimo Lucca, una ciudad de Etruria cuyo nombre hace referencia quizás a las marismas (en  lígur: *luk- ) o bien en Lucania, una región de Italia, que comprende las modernas Basilicata y Cilento. Lucania misma puede provenir de la citada palabra λευκός, leukós, o del latino: lucus «bosque sagrado» o también del griego: λύκος, lúkos «lobo».

## Origen
La primera aparición del nombre, en su forma latina, se encuentra en la Eneida de Virgilio, donde se menciona a Lucas como uno de los líderes del ejército de Turno.Además de algunas inscripciones, el uso más antiguo del nombre Lucas corresponde a un personaje del cristianismo primitivo, mencionado por Pablo en su Epístola a Filemón (1:24), y por el autor que escribió la  Epístola a los Colosenses  (4:14, donde lo caracteriza como médico) y la Segunda Epístola a Timoteo (4:11), ambas atribuidas a Pablo. Según una tradición que puede datarse en el siglo II, Lucas es el autor de uno de los Evangelios, el que lleva su nombre, y de su continuación: los Hechos de los Apóstoles.

## Versiones
| Versiones en otros idiomas | Versiones en otros idiomas |
| -------------------------- | -------------------------- |
| Alemán                     | Lukas                      |
| Catalán                    | Lluc                       |
| Checo                      | Lukáš                      |
| Finés                      | Luukas                     |
| Francés                    | Luc                        |
| Griego                     | Λουκάς (Loukas)            |
| Húngaro                    | Lukács                     |
| Inglés                     | Luke                       |
| Italiano                   | Luca                       |
| Polaco                     | Łukasz                     |
| Ruso                       | Лука (Luka)                |
| Sueco                      | Lukas                      |

## Personajes
- Lucas el evangelista, autor del Evangelio de Lucas.